# Bulbophyllum arfakianum
Bulbophyllum arfakianum  (лат.) — вид однодольных цветковых растений семейства Орхидные (Orchidaceae) рода Бульбофиллюм (Bulbophyllum). Является эндемиком Папуа — Новой Гвинеи. Эпифит. Впервые описан ботаником Людвигом Кренцлином в 1905 году.